# CKVR-DT
CKVR-DT (connu en ondes sous le nom de CTV 2 Barrie) est une station de télévision canadienne située à Barrie (Ontario) appartenant à Bell Média et faisant partie du système CTV 2. Elle est la station-sœur de CFTO-DT du réseau CTV à Toronto.
Son antenne principale située près de l'autoroute 27 au sud de Barrie rejoint le Grand Toronto par le nord, ainsi que les marchés d'Hamilton, Niagara Falls, Fonthill et Parry Sound via des ré-émetteurs.

## Histoire

### CBC
La station a été lancée par Ralph Snelgrove et est entrée en ondes le 28 septembre 1955 en tant qu'affilié privé au réseau CBC. En 1969, la station a été vendue à CHUM Limited.
Lorsque la Tour CN a été complétée en 1976, le signal de CBC Toronto rejoignait Barrie et son territoire. La programmation a été modifiée afin de ne pas diffuser les mêmes émissions en même temps.

### The New VR
Le 1er septembre 1995 CKVR s'est désaffilié de CBC et a été relancée sous le nom de The New VR, rejoignant un public plus jeune et utilisant le style décontracté de Citytv.
En 1997, CHUM Limited fait un échange de ses stations ATV de l'Atlantique avec CTV Inc. Cet échange permet à CHUM d'acquérir les stations CHWI-TV, CFPL-TV (en), CHRO-TV et CKNX-TV (en)) qui ont adopté le nom "The New XX", créant le nouveau système NewNet.
En février 2005, CHUM a centralisé la console principale de CKVR au 299 Queen Street West à Toronto, entraînant la perte de neuf emplois. À ce moment, CHUM fait l'acquisition des stations A-Channel de Craig Media situées à Winnipeg, Calgary et Edmonton, qui deviendront affiliées à Citytv. Le système NewNet a été renommé A-Channel le 2 août 2005.
En juillet 2006, CTV Globemedia annonce son intention de faire l'acquisition de CHUM pour $1.7 milliard canadien, avec l'intention de se départir des stations A-channel et de garder Citytv. En avril 2007, Rogers accepte de faire l'acquisition de A-channel. Le CRTC approuve la transaction le 8 juin 2007 mais à la condition que CTV se départi de Citytv. Rogers Media achète Citytv et CTV garde A-Channel, incluant CKVR. La transaction est complétée le 22 juin.

### Ère CTV et Bell
Le 11 août 2008, A-Channel est devenu simplement /A\, accompagné d'un nouveau logo. Le 4 mars 2009, par suite de problèmes financiers dus à la récession, CTV annule l'émission du matin et quelques émissions locales, conservant les nouvelles.
En septembre 2010, Bell Canada annonce son intention de faire l'acquisition de CTV Globemedia. La demande a été approuvée par le CRTC le 7 mars 2011 et complétée le 1er avril 2011. CTV Globemedia devient Bell Media.
Le 29 août 2011, le système /A\ devient CTV Two. Ce nouveau nom marque aussi le lancement du système en haute définition à la suite de la transition au numérique le 31 août 2011.

## Télévision numérique terrestre et haute définition
Après l'arrêt de la télévision analogique et la conversion au numérique qui a eu lieu le 1er septembre 2011, CKVR a cessé d'émettre en mode analogique à minuit et a commencé à diffuser en mode numérique sur le canal 10 quelques minutes plus tard. L'antenne de Parry Sound continue de diffuser en mode analogique pour l'instant.

### Antennes
CKVR possédait originellement des ré-émetteurs à Parry Sound, Huntsville, et Haliburton. Ce dernier a été mis hors fonction lorsque CBC Toronto a commencé à émettre à partir de la Tour CN, devenant redondant. Celui de Huntsville couvrait les comtés de Muskoka et Haliburton, mais lorsque CKVR s'est désaffilié de CBC en 1995, la CBC en a fait l'acquisition. CKVR a conservé le ré-émetteur de Parry Sound.
Le 30 mai 2011, Bell Media a annoncé ses plans afin d'ajouter des ré-émetteurs dans le sud de l'Ontario. La demande déposée auprès du CRTC approuvée le 26 janvier 2012 permet d'ajouter deux ré-émetteurs à Hamilton (servant aussi Burlington et Oakville) ainsi qu'à Fonthill (servant aussi Fort Erie, Niagara Falls, St. Catharines et Welland). Le territoire agrandi permet ainsi à effectuer la substitution simultanée.